# Reino de Garo
El Reino de Garo, también conocido como Bosha eb referencia a su dinastía gobernante, fue un antiguo reino en el Cuerno de África. Establecido por el mecha oromo, estaba situado en la periferia de la región de Gibe. El nombre de Garo Oromo proviene de la palabra (gaara) que significa "el sitio superior", donde estaba ubicado el centro de su civilización.

## Ubicación
El Reino de Garo tenía fronteras definidas al norte con el Reino de Janjero, al este estaba el río Omo, y al sur el río Gojeb separaba a Garo del Reino de Kaffa. A falta de una frontera clara en sus límites occidentales, los súbditos del reino habían construido una serie de trincheras y compuertas para defenderse de las invasiones de otros clanes etíopes.

## Historia
Werner Lange discute la posibilidad de que el reino de Garo haya sido una parte subsidiaria de Ennarea, de la misma manera que Ennarea fue parte del reino de Damot. Por el reinado de Yeshaq I, Garo se había separado de Ennarea, y era un estado tributario de Etiopía. Es posible que sea el "Bosque" mencionado en los itinerarios de Zorzi. En el siglo XVI, el emperador Sarsa Dengel convenció al rey de Garo de que abrazara oficialmente el cristianismo. En el siglo XVII, Etiopía perdió todo contacto con este estado, y la historia de este estado está "en gran parte en blanco" durante la mayor parte de este siglo, aunque existió una creciente presión de los demás oromos que emigraron a la región de Gibe obligó "al reino de Bosa a continuar su contracción gradual hasta que a finales de siglo quedara poco más que una zona relativamente pequeña aislada en los bosques de las tierras altas de May Gudo".
Garo sobrevivió como estado independiente hasta el reinado de Abba Gomol de Jimma, que conquistó la última parte aislada de este reino. En el momento en que el emperador Haile Selassie anexó a Jimma, un descendiente de Dagoye, el último rey de Garo, vivía en un estado de "semi-desamparo" en Jiren.